# ذخیره‌گاه زیست‌کره تنگ صیاد و سبزکوه

ذخیره‌گاه زیست‌کره تنگ صیاد و سبزکوه یکی از ذخیره‌گاه‌های زیست‌کره یونسکو در ایران است که در استان چهارمحال و بختیاری قرار دارد و شامل منطقه حفاظت شده تنگ صیاد، منطقه حفاظت‌شده سبزکوه، منطقه حفاظت‌شده هلن، تالاب چغاخور، تالاب‌ گندمان،  تالاب سولقان و تالاب علی آباد است. این منطقه در محدوده شهرستان‌های شهرکرد، بروجن، لردگان و کیار قرار دارد.

## ویژگی‌ها
سیمای طبیعی عمومی این منطقه کوهستانی است و در ناحیه رویشی ایرانی-تورانی (زاگرسی) واقع شده و مجموعه‌ای از اکوسیستم‌های کوهستانی جنگلی و غیر جنگلی، مرتعی و تالابی و شهری را در بر می‌گیرد.
در این منطقه تاکنون ۱۲۴ گونه جانوری شامل: پستانداران، پرندگان، خزندگان و دوزیستان شناسایی شده‌است. از این تعداد سه گونه پستاندار در طبقات EN (در خطر انقراض) و VU (آسیب‌پذیر) از لیست اتحادیه بین‌المللی حفاظت از طبیعت (IUCN) و سه گونه در ضمائم I و II Cites قرار داشته و ۴ گونه در سطح ملی حمایت شده اعلام گردیده‌اند.
از۷۰ گونه پرنده شناسایی‌شده دوگونه در ضمیمه II Cites و ۱۲ گونه حمایت‌شده در سطح ملی و یک گونه خزنده طبقه‌بندی شده در طبقه VU اتحادیه بین‌المللی حفاظت از طبیعت و حمایت‌شده ملی وجود دارد.
همچنین در این منطقه تاکنون ۲۵۲ گونه گیاهی شناسایی شده‌است که از این تعداد ۳۰ گونه آن انحصاری ایران و ۲ گونه در معرض خطر آسیب‌پذیر و ۷۰ گونه دارای ارزش ژنتیکی هستند.
وجود ۵۲ چشمه، وجود قلل مرتفع و دیواره‌های سنگی و ارتفاعات برف‌گیر، پوشش گیاهی بوته‌ای و علفی در دامنه کوه‌ها و دره‌ها به همراه گله‌های کل و بز و قوچ و میش از جلوه‌های زیبای طبیعی منطقه تنگ صیاد به‌شمار می‌رود.
همچنین یکی از مهم‌ترین ویژگی‌های این ذخیره‌گاه وجود جمعیت قابل توجهی از عشایر و وجود آداب و سنت‌های کهن معیشتی و فرهنگی و جاذبه‌های بسیار فراوان گردشگری طبیعی و اکوتوریستی و تحقیقاتی و پژوهشی بوده که از اهمیت بسیار زیادی برخوردار است.

## ثبت جهانی
از عمده دلایل انتخاب و پذیرش این منطقه به عنوان ذخیره‌گاه زیست‌کره عبارتند از: قرارگیری در یکی از تقسیم‌بندی‌های مهم زیستی و جغرافیایی دنیا، دارا بودن منابع ژنتیکی و گونه‌های متنوع و ارزشمند گیاهی و جانوری، وجود اکوسیستم‌ها و چشم‌اندازهای ویژه کوهستانی، دشتی، جنگلی و تالابی که نیاز به حفاظت دارند، امکان و فرصت مناسب برای دستیابی به توسعه پایدار در این منطقه، وجود ساکنان و بومیان مختلف از قبیل عشایر، روستانشین و شهرنشین در آن و غنای تنوع زیستی گیاهی و جانوری این منطقه است که ارزش آن ۱۸۰ برابر متوسط کشور ایران برآورد شده‌است.
این منطقه در ۱۹ خرداد ماه ۱۳۹۴ در ۲۷مین نشست برنامه جهانی  انسان و کره مسکون (MAB) یونسکو در فرانسه، به فهرست ذخیره‌گاه‌های زیست‌کره جهان افزوده شد. مساحت این ناحیه ۵۳۲٬۸۷۸ هکتار است که دارای ۳ ناحیه شامل هسته مرکزی به مساحت ۲۱٬۲۳۴ هکتار، بافر به مساحت ۲۴٬۱۸۶ هکتار و گذار به مساحت ۲۶۹٬۷۸۲ هکتار است.
این ذخیره‌گاه، یازدهمین ذخیره‌گاه زیست کره ایران و دومین ذخیره گاهی است که پس انقلاب ۱۳۵۷ در ایران ثبت جهانی شده‌است. و نخستین ذخیره‌گاهی است که برنامه جامع مدیریتی دارد.